# Brett M. Dula

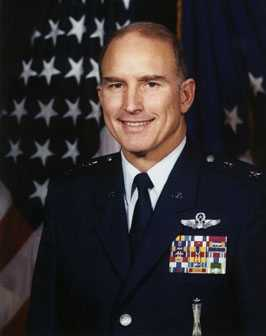
Brett M. Dula (2003)

Brett M. Dula (* 30. Juni 1942 in Upland, San Bernardino County, Kalifornien) ist ein pensionierter Generalleutnant der United States Air Force.
Im Jahr 1964 absolvierte er die United States Air Force Academy in Colorado Springs. Nach seiner Graduation wurde er als Leutnant in das Offizierskorps der Air Force aufgenommen. In der Folge durchlief er alle Offiziersgrade vom Leutnant bis zum Drei-Sterne-General.
Im Lauf seiner militärischen Karriere absolvierte Brett Dula verschiedene Kurse und Schulungen. Dazu gehörten unter anderem eine Ausbildung zum Kampfpiloten und weitere Fortbildungskurse als Pilot von neuen Flugzeugtypen, die Squadron Officer School auf der Maxwell Air Force Base in Alabama, das Armed Forces Staff College in Norfolk in Virginia und das National War College in Fort Lesley J. McNair in Washington, D.C. Außerdem erhielt er einen akademischen Grad von der Pepperdine University.
In seinen frühen Jahren als Offizier der Luftwaffe war er an verschiedenen Stützpunkten in den Vereinigten Staaten stationiert. Dabei war er als Pilot, Flugausbilder oder Stabsoffizier bei unterschiedlichen Einheiten tätig. Dazwischen absolvierte er die erwähnten Schulen. Zwischen Dezember 1967 und Dezember 1968 war er als Kampfpilot im Vietnamkrieg eingesetzt. Eine weitere Auslandsversetzung führte ihn zwischen Mai 1972 und Mai 1974 zum NATO-Hauptquartier in Mons in Belgien, wo er als Stabsoffizier tätig war.
Nachdem er im Juni 1985 sein Studium am National War College abgeschlossen hatte, wurde Brett Dula zur Griffiss Air Force Base im Bundesstaat New York versetzt. Dort kommandierte er als Oberst zwischen Juli 1985 und Januar 1987 das 416. Bombergeschwader (416th Bombardment Wing). Es folgte eine Versetzung zur Barksdale Air Force Base in Louisiana. Zwischen Januar 1987 und Januar 1988 hatte er dort den Oberbefehl über das 2. Bombergeschwader (2nd Bombardment Wing). Anschließend wurde er zur Offutt Air Force Base in Nebraska versetzt, wo er bis Januar 1989 Generalinspekteur im Hauptquartier des Strategic Air Commands war.
Im Februar 1989 wurde Brett Dula zum Stab des Hauptquartiers der Air Force in Washington, D.C. versetzt, wo er bis Mai 1991 als Stabsoffizier tätig war. Im Juni 1991 kehrte er zur Barksdale AFB zurück, wo er bis Juli 1992 stellvertretender Kommandeur 8. Luftflotte war. Anschließend übernahm er auf der Beale Air Force Base in Kalifornien als Nachfolger von Lawrence A. Mitchell das Kommando über die 2. Luftflotte. Dieses Kommando hatte er zwischen Juli 1992 und Juli 1993 inne, als er von John C. Griffith abgelöst wurde. Danach wurde er zum Central Imagery Office versetzt, dessen Stab er zwischen Juli 1993 und Juni 1995 angehörte.
Zwischen Juni und Dezember 1995 war Dula stellvertretender Generalinspekteur im Hauptquartier der Air Force. Schließlich wurde er zur Langley Air Force Base in Virginia beordert. Dort wurde er stellvertretender Kommandeur des Air Combat Commands. (ACC) Dieses Amt bekleidete er zwischen Dezember 1995 und dem 1. August 1998. An diesem Tag schied er aus dem aktiven Militärdienst aus. Zwischen dem 28. Februar und dem 5. April 1996 war er kommissarischer Kommandeur des ACCs. Dabei überbrückte er die Zeit zwischen der Verabschiedung des vorigen Kommandeurs Joseph W. Ralston und dem Amtsantritt von dessen regulärem Nachfolger Richard E. Hawley.
Während seiner Zeit als aktiver Militärpilot brachte es Brett Dula auf über 4400 Flugstunden auf verschiedenen Flugzeugtypen.

## Daten der Beförderungen
| Abzeichen | Rang               | Jahr              |
| --------- | ------------------ | ----------------- |
|           | Second Lieutenant  | 3. Juni 1964      |
|           | First Lieutenant   | 3. Juni 1965      |
|           | Captain            | 3. Dezember 1967  |
|           | Major              | 1. Februar 1975   |
|           | Lieutenant Colonel | 1. November 1979  |
|           | Colonel            | 1. November 1983  |
|           | Brigadier General  | 1. Mai 1989       |
|           | Major General      | 1. Oktober 1991   |
|           | Lieutenant General | 27. November 1995 |

## Orden und Auszeichnungen
Brett Dula erhielt im Lauf seiner militärischen Laufbahn unter anderem folgende Auszeichnungen:
- Defense Distinguished Service Medal
- Air Force Distinguished Service Medal
- Legion of Merit
- Distinguished Flying Cross
- Meritorious Service Medal
- Air Medal
- Air Force Commendation Medal
- Air Force Outstanding Unit Award
- Combat Readiness Medal
- National Defense Service Medal
- Vietnam Service Medal
- Gallantry Cross (Südvietnam)
- Vietnam Campaign Medal (Südvietnam)

Hinzu kamen noch verschiedene Ordensbänder (Ribbons).